# Kaija (ö i Finland, Mellersta Finland)
Kaija är en ö i Finland. Den ligger i sjön Keurusselkä och i kommunen Keuru i den ekonomiska regionen  Keuru ekonomiska region  och landskapet Mellersta Finland, i den södra delen av landet, 220 km norr om huvudstaden Helsingfors. Öns area är 2,5 hektar och dess största längd är 380 meter i sydöst-nordvästlig riktning.